# Corneliu Șumuleanu
Corneliu Șumuleanu (n. 4 noiembrie 1869, Iași, România – d. 15 decembrie 1937, Iași, România) a fost un profesor universitar de chimie medicală la Facultatea de Medicină din Iași, senator, membru al partidelor de dreapta Liga Apărării Național-Creștine și Legiunea Arhanghelul Mihail.

## Biografie
Corneliu Șumuleanu s-a născut la Iași în 1869 și a urmat studiile liceale la Liceul Național din Iași unde a fost coleg cu Nicolae Iorga (promoția 1888). Ulterior, studiază chimia la Facultatea de Științe Fizico-Chimice a Universitații din Iași, avându-i ca profesori pe savanții Petru Poni și Grigore Cobălcescu. În 1891, este numit asistent la catedra condusă de Petru Poni și în 1894 obține licența în Științe fizico-chimice, diplomă care îi permite să ocupe, începând cu anul 1895, postul de director al Laboratorului comunal de chimie alimentară.
În 1897 pleacă la Berlin pentru a-și continua pregătirea în domeniul chimiei și lucrează în laboratoarele profesorilor Hermann Emil Fischer, viitor laureat al premiului Nobel pentru chimie, și Robert Pschorr⁠(de)[traduceți], obținând doctoratul în chimie în 1901. La întoarcerea în țară, în același an, este numit director al Institutului de Chimie din Iași, post pe care îl va ocupa timp de 11 ani. În paralel, urmează și o carieră universitară la Catedra de Chimie Medicală și Biologie a Facultății de Medicină, facultate aflată în componența Universității ieșene, fiind numit, în 1907, profesor agregat definitiv. Ulterior, în 1913, Corneliu Șumuleanu devine profesor titular și conduce această disciplină până la moartea sa, în 1937.
Profesorul Șumuleanu a fost membru în Consiliul sanitar superior între anii 1920-1930 și membru în Comisiunea Tehnică permanentă pentru represiunea fraudelor în vinicultură (1915-1937).
A realizat cercetări privind compoziția apelor minerale de la Bălțătești, Budachi, Covasna și Slănic și a pus la punct metode micro-analitice pentru studiul vinurilor din România.
În 1896 Corneliu Șumuleanu s-a căsătorit cu Clemansa Climescu (n. 22 noiembrie 1877, Iași), fiica profesorului universitar Nicolae Climescu și a Speranței Gusti.

## Activitatea politică
Corneliu Șumuleanu și-a început cariera politică aderând la Partidul Naționalist-Democrat creat de N. Iorga și A.C. Cuza. În 1916, în urma fricțiunilor dintre Iorga și Cuza, aceștia se separă iar Cuza, urmat de Corneliu Șumuleanu, înființează Partidul Național Democrat Creștin. Ulterior, Șumuleanu a fost unul din membrii fondatori ai partidului Liga Apărării Național-Creștine (LANC), alături de A.C. Cuza și Corneliu Zelea Codreanu, devenind vice-președintele partidului în 1923. În 1925 a participat, împreună cu A.C. Cuza și Ion I. Moța, la Congresul Internațional Antisemit de la Budapesta unde a contribuit la redactarea statutelor secției tineretului mondial antisemit. În 1927, când a avut loc sciziunea partidului LANC, Șumuleanu a trecut de partea aripii codreniste, devenind ulterior membru al Legiunii Arhanghelul Mihail. În noiembrie 1937, la propunerea lui Codreanu, a fost cooptat în Senatul legionar.
Corneliu Șumuleanu a fost deputat (1926-1927) și senator de Iași, în 1919 fiind vice-președinte al Senatului. Șumuleanu a fost președintele ședintei Senatului din 29 decembrie 1919 în care au fost aprobate în unanimitate cele trei legi care ratificau unirea Transilvaniei, Bucovinei și Basarabiei cu România.
În 1920, alături de alți 22 intelectuali între care A.C. Cuza și Grigore Bejan, Corneliu Șumuleanu a fost membru fondator al „Societății Ateneul Popular” din Iași (Ateneul Tătărași).
A decedat pe 15 decembrie 1937, cu cinci zile înainte de alegerile de la 20 decembrie în urma cărora Legiunea a obținut 66 de locuri în Parlamentul țării, și a fost înmormântat la Cimitirul „Eternitatea” din Iași.

#### Scrieri politice
- Corneliu Șumuleanu, Atentatul jidănesc împotriva profesorului A.C. Cuza (Comunicat), Tipografia Cultura Poporului, București, 1925 (broșura, 15 pagini).[17]
- Corneliu Șumuleanu, Mișelia unor „Prieteni”. Răspunsul d-lui prof. dr. Corneliu Șumuleanu în chestiunea insinuațiunilor calomnioase publicate în ziarul Apărarea Națională nr. 2 din 24 aprilie 1927. Tipografia Lupta, București, 1927 (broșura, 16 pagini).[18]

#### Alte scrieri
- Corneliu Șumuleanu, Procesul cârciumarilor din Iași. Acte și documente, Tipografia Neamul Românesc, Vălenii-de-Munte, 1910, 300 pagini.
- Corneliu Șumuleanu, Georges Ghimicescu, „Quelques nouvelles microméthodes pour l'analyse des vins”, Annales scientifiques de l'Université de Jassy, articol republicat în fascicol la Editura Imprimeria „Opinia” Iasi, 1935.
- Corneliu Șumuleanu, Georges Ghimicescu, „L'analyse de quelques vins naturels de Roumanie”, Annales scientifiques de l'Université de Jassy, volum 22, pp. 194–255, 1936.

## Legături externe
- Nicolae Iorga, „Corneliu Șumuleanu”, în Oameni cari au fost, vol. IV[nefuncțională]
,  Fundația pentru literatură și artă „Regele Carol II”, București, 1939, pp. 233–4.